# Przemysł Chorwacji

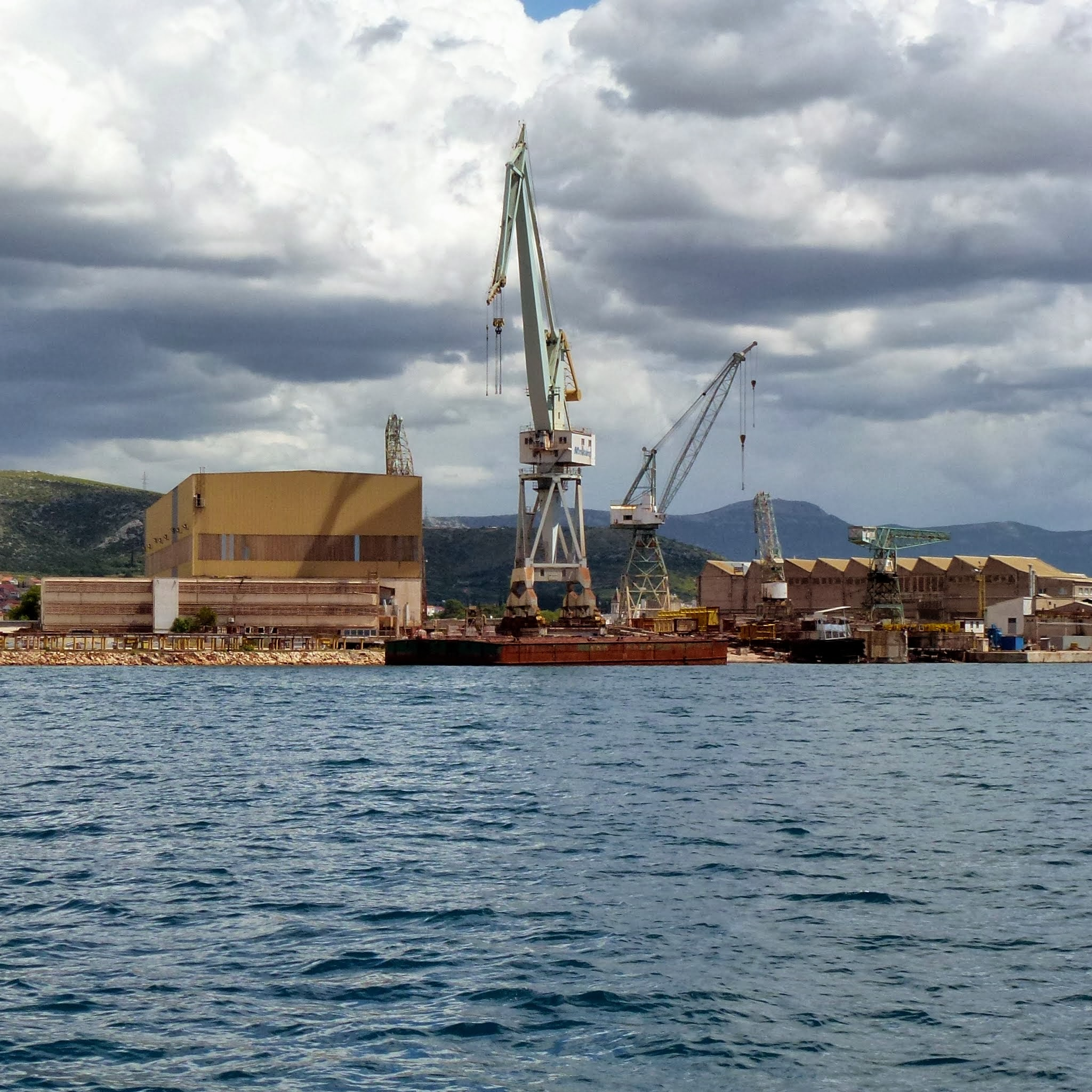
Port w Splicie

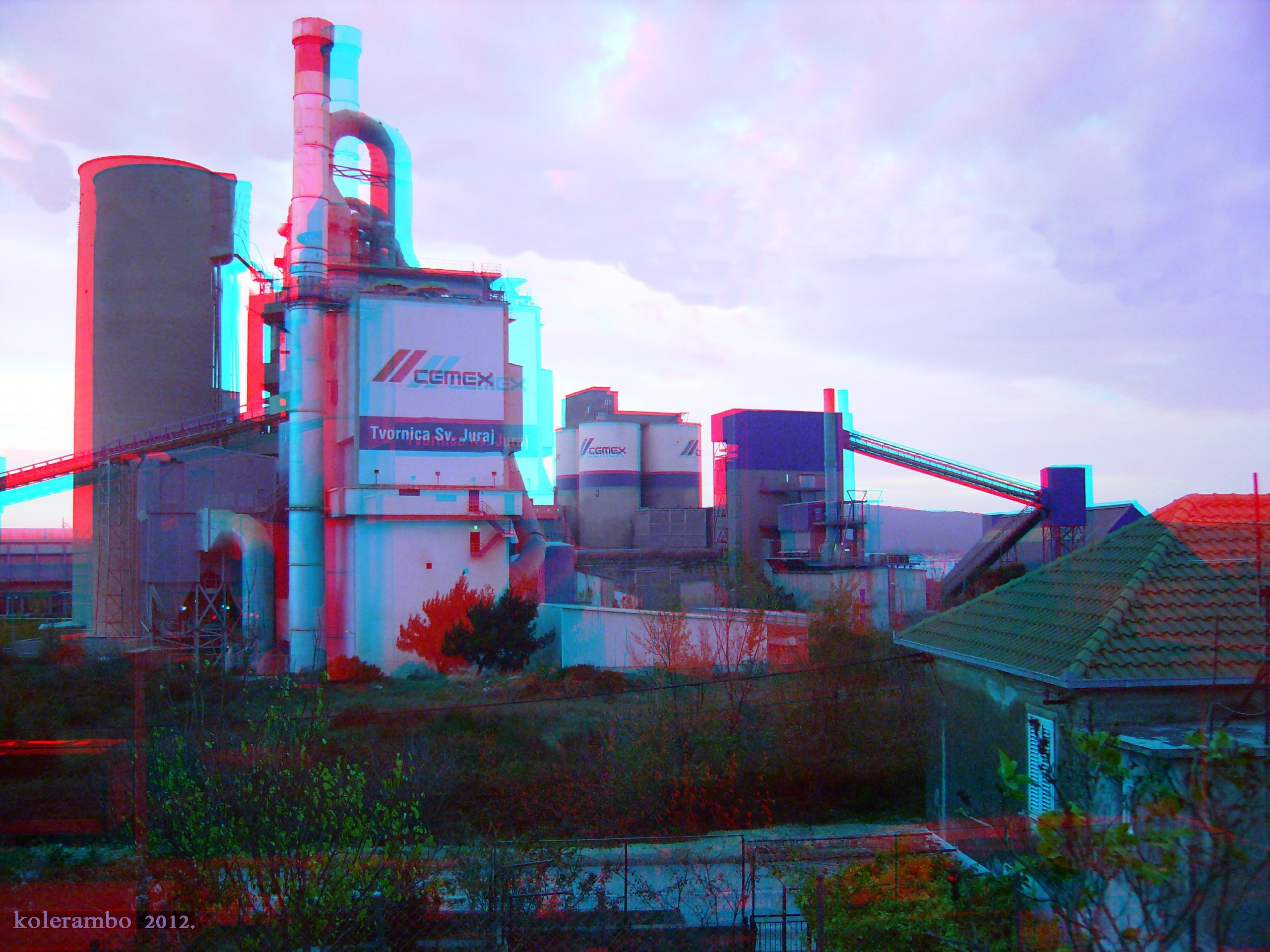
Chorwacka cementownia

Przemysł Chorwacji – przemysł odgrywa ważną rolę w gospodarce chorwackiej. Ma długą tradycję opartą na rolnictwie, leśnictwie i górnictwie. Największe ośrodki przemysłowe w Republice Chorwacji to Zagrzeb, Rijeka, Split, Osijek i Varaždin.

## Historia przemysłu w Chorwacji

### Informacje ogólne
Do tej pory rozwinęło się wiele gałęzi przemysłu, takich jak przemysł drzewny, produkcja żywności, produkcja potażu, przemysł stoczniowy i inne. Dziś główne sektory przemysłowe w Chorwacji to: żywność (ok. 24% całkowitych przychodów przemysłu wytwórczego, głównie przetwórstwo rybne) obróbka metali i przemysł maszynowy, w tym pojazdy (20%), produkcja koksu i rafinacji ropy naftowej (17%), przemysł chemiczny, farmaceutyczny, gumowy i tworzyw sztucznych (ok. 11%). W strukturze chorwackiego produktu krajowego brutto (PKB) w 2015 udział przemysłu wynosił 27,3%. W tym samym roku tempo wzrostu produkcji przemysłowej wyniosło 2,7%.

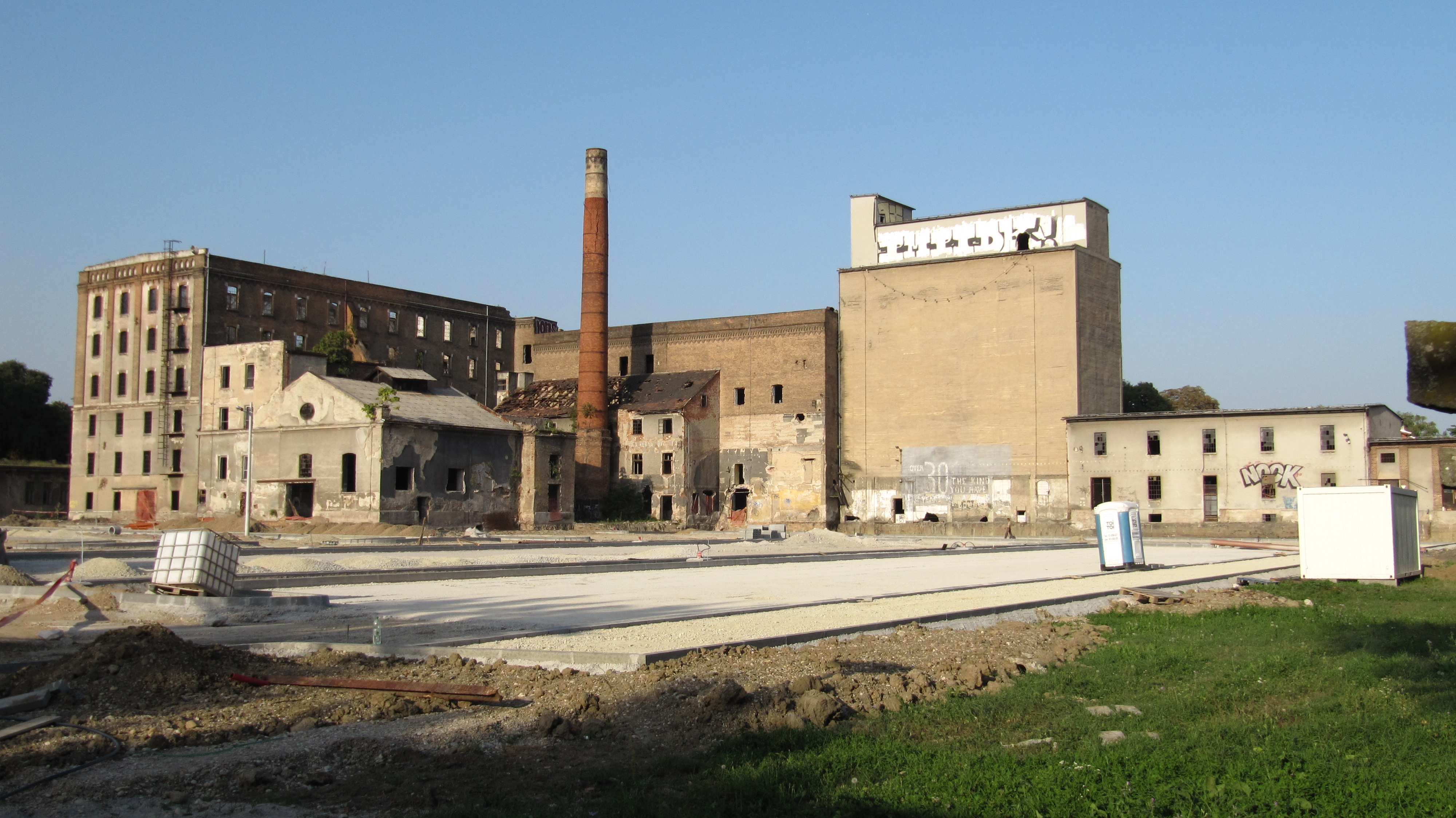
Zakłady przemysłowe w Zagrzebiu zniszczone wojną (2011)

### Wpływ wojny na przemysł
Produkcja przemysłowa w Chorwacji ma najważniejsze miejsce w całkowitej produkcji. Obejmuje maszyny, narzędzia, wyroby metalowe, meble, sprzęt wojskowy, czy na przykład cegły i materiały budowlane. Podczas procesu transformacji (w latach 90. i późniejszych) wiele firm zostało zamkniętych lub zostało uszkodzonych podczas chorwackiej wojny o niepodległość. Dotyczyło to głównie firm z branży drzewnej, metalowej i tekstylnej. Duża liczba firm jest bardzo aktywna w handlu zagranicznym.

### Wpływ kryzysu na przemysł
W następstwie globalnego kryzysu finansowego w latach 2007-2008, przemysł chorwacki poniósł widoczny spadek produkcji. Udział przemysłu w całej gospodarce spadał z roku na rok. Roczna stopa wzrostu produkcji przemysłowej w 2015 wzrosła o 2,7%.